# Emmy von N.
Emmy von N. est le pseudonyme de la baronne Fanny Moser, née le 29 juillet 1848, une patiente dont Sigmund Freud décrit la cure dans les Études sur l'hystérie (1895), livre écrit avec Joseph Breuer. Le cas « Emmy von N… » est à l'origine chez Freud de son abandon de l’hypnose en faveur de la méthode des associations libres, règle fondamentale aujourd'hui de la cure psychanalytique pour l'analysant. 

## Biographie
C'était une femme séduisante, dans la quarantaine, épouse d'un riche industriel. De médecins en médecins (entre autres Auguste Forel) elle aboutit chez Freud qui regroupe ses troubles sous le terme d'hystérie (diagnostic qui a été par la suite souvent remis en cause). Elle présente des troubles spasmodiques de la parole allant jusqu'au bégaiement, agitation spasmodique des doigts, mouvements convulsifs de la face et un claquement de la langue.
En 1918, à la suite d'une lettre de la fille de Fanny Moser à Freud dans laquelle elle lui écrit que sa mère n'est pas du tout guérie, Freud répondra : « Je vous demande également de garder à l'esprit qu'à l'époque, je ne comprenais rien du tout au cas de votre mère » ».

## Hystérie
C'est une époque où les hystériques étaient déconsidérées dans le milieu médical, et Freud a été l'un de ceux qui s'est intéressé à ces patientes sans les déconsidérer.
Selon Jean-Michel Quinodoz, « c’est à la cure de « Emmy von N… » par Freud que l’on fait remonter son abandon de l’hypnose en faveur de la méthode des associations libres ».

## Le cas d'Emmy von N.
La cure d'Emma von N. commence le 1er mai 1889, elle durera six semaines. Au départ, l'objectif de Sigmund Freud  est d'ordre cathartique : il recourt à des massages ainsi qu'à l'hypnose pour activer la remémoration. Il s'aperçoit alors qu'une conversation menée avec la patiente en complément de l'hypnose a le même effet cathartique que cette méthode. « Irritée par les questions de Freud », sa patiente lui demande bientôt « de ne pas l'interrompre sans cesse et “de la laisser raconter ce qu’elle a à dire” ».
En rapportant ses souvenirs, elle est parfois « saisie d'effoi » et invective son thérapeute avant de se calmer : « Restez tranquille ! [... ] Ne dites rien ! – ne me touchez pas ! », lui dit-elle. 
Pour Freud, le cas d'Emmy von N. présente moins une hystérie de conversion que des « symptômes psychiques hystériques comportant des angoisses, de la dépression et des phobies ». Il établit que « la répression de l’élément sexuel » joue un rôle déterminant, « plus que tout autre capable de fournir des traumatismes ».